# 迈克·盖尔
迈克尔·尤金·盖尔（英語：Michael Eugene Gale，1950年7月18日—2020年7月31日），美国NBA联盟前职业篮球运动员。他在1971年的NBA选秀中第3轮第47顺位被芝加哥公牛选中。